# Shane Mahan
 (novembre 2021).
Si vous disposez d'ouvrages ou d'articles de référence ou si vous connaissez des sites web de qualité traitant du thème abordé ici, merci de compléter l'article en donnant les références utiles à sa vérifiabilité et en les liant à la section « Notes et références ».
Shane Patrick Mahan, né en 1964 à Greenville, est un maquilleur, technicien des effets spéciaux et marionnettiste américain.
Il est notamment connu pour son travail sur les films Terminator (1984), Terminator 2 : Le Jugement dernier (1991), Predator (1987), Predator 2 (1990), L'Île du docteur Moreau (1996), Le Monde perdu : Jurassic Park (1997), Iron Man (2008), Iron Man 2 (2010), Iron Man 3 (2013), Pacific Rim (2013) ou encore La Forme de l'eau (2017).